# Sette di Nove
Sette di Nove (Seven of Nine), Terziario aggiunto dell'Unimatrice Zero Uno, vero nome Annika Hansen, è un personaggio immaginario dell'universo fantascientifico di Star Trek. Impersonata dall'attrice Jeri Ryan, appare nelle serie televisive Star Trek: Voyager e Star Trek: Picard, oltre che nei videogiochi Star Trek Online e Family Guy: The Quest for Stuff e in romanzi del franchise.
Sette di Nove è un'umana che è stata assimilata dalla collettività Borg, quand'era ancora bambina, sottraendola ai genitori. Da adulta è stata salvata dall'equipaggio della USS Voyager NCC-74656, che l'ha riportata alla sua condizione umana, pur dovendole lasciare alcuni impianti Borg impossibili da rimuovere. In seguito diventa una vigilante, cercando di salvare i Borg da maldestre operazioni di rimozioni degli impianti da parte di un gruppo di contrabbandieri, che portano Sette a dover uccidere il suo pupillo Icheb per evitargli atroci sofferenze, e che lei in seguito cercherà di vendicare. Compiuta la sua vendetta si unisce nel 2399 a Jean-Luc Picard e al suo gruppo a bordo dell'astronave La Sirena. Successivamente entra nella Flotta Stellare col grado di comandante, servendo a bordo della USS Titan NCC-80102-A. In seguito viene promossa al grado di capitano e le viene affidato il comando della USS Enterprise NCC-1701-G.

## Storia del personaggio

### Star Trek: Voyager
Nata come Annika Hansen nella colonia di Tendara nel 2348 da Magnus ed Erin Hansen, due scienziati specializzati in esobiologia, Sette di Nove è stata assimilata dagli alieni Borg all'età di sei anni, quand'era a bordo della USS Raven. L'ultima segnalazione degli Hansen proviene da Deep Space 4 nel settore Omega, su quella stazione rifiutarono di fornire il piano di volo. I genitori erano i massimi esperti umani dei Borg, che stavano studiando da mesi a distanza ravvicinata, in modo assai temerario. Del Collettivo Borg, Sette ricorda un profondo senso di ordine. In veste di drone Borg, ha contribuito all'assimilazione di migliaia di persone. Dopo aver svolto la parte di rappresentante nel corso dell'alleanza Borg-Voyager, Sette di Nove è stata scollegata dal Collettivo dal capitano Kathryn Janeway, dal comandante Chakotay e dall'ingegnere capo B'Elanna Torres per prevenire un tentativo di assimilazione della USS Voyager NCC-74656. Pur avendo la possibilità di utilizzare il suo nome terrestre, Sette di Nove preferisce continuare a utilizzare la sua designazione Borg.
Dopo la disconnessione dalla Collettività, Sette di Nove elegge il capitano Janeway a suo mentore e le si rivolge mentre cerca di ritrovare la sua umanità. Un altro componente dell'equipaggio molto importante per Sette di Nove è il Dottore: Sette di Nove si rivolge a lui per imparare molti aspetti della vita umana. Il Dottore prova attrazione per Sette di Nove ma, constatando di non essere ricambiato, decide di non dichiararsi. Nel finale della serie la storia procede con un'evoluzione inaspettata e si scopre che Sette di Nove prova una forte attrazione per il comandante Chakotay. Chakotay ricambia l'attenzione di Sette di Nove e i due formano una coppia.
Verso la fine della serie, Sette di Nove disattiva uno dei suoi impianti e questo le consente di provare emozioni e dopo questo evento incominciano a manifestarsi i suoi desideri romantici. Ciò sembra contraddire uno dei primi episodi, dove Sette invita il guardiamarina Harry Kim ad avere un rapporto sessuale con lei. Nel cliffhanger tra la sesta e la settima stagione, tuttavia, si scopre che Sette di Nove provava già dall'inizio della sua vita Borg emozioni romantiche, nell'ambito dell'Unimatrice Zero, una realtà virtuale cui alcuni droni Borg, tra cui lei, accedevano durante il processo di rigenerazione.
Nel finale della serie Voyager, l'ammiraglio Janeway torna indietro nel tempo dal venticinquesimo secolo per anticipare il ritorno dell'astronave sulla Terra con il fine, tra le varie cose, di salvare la vita a Sette di Nove che altrimenti, dopo essersi sposata con Chakotay, sarebbe morta prima che la Voyager raggiungesse il pianeta. Grazie all'intervento dell'ammiraglio, la Voyager torna a casa e Sette di Nove sopravvive.

### Star Trek: Picard

Uniforme indossata da Sette di Nove nella terza stagione di Star Trek: Picard

Nel 2386 Sette di Nove è stata costretta a uccidere il suo pupillo Icheb, così da risparmiargli l'agonia, dopo che alcuni contrabbandieri gli avevano estratto forzatamente gli innesti Borg ancora presenti nel corpo e che lo aiutavano a rimanere in vita. Dominata dalla rabbia per la perdita di quello che sentiva come suo "figlio", Sette di Nove ha passato i successivi anni a dare la caccia ai contrabbandieri, fino a che, nel 2399, l'ex Borg riesce a raggiungere il covo del loro capo, Bjayzl, e a ucciderla. Attuata la sua vendetta, Sette di Nove si unisce alla ciurma dell'ora ex-ammiraglio Jean-Luc Picard, uomo col quale, nonostante le divergenze, condivide il passato come drone Borg separatosi dalla collettività. Al termine della prima stagione, la donna è mostrata in compagnia del tenente comandante Raffaela "Raffi" Musiker, lasciando intendere un sentimento amoroso tra le due donne, che viene maggiormente esplicitato nella seconda stagione, chiarendo che le due hanno avuto una relazione, che però è in crisi. 
Nel 2400 Sette è una Rangers Fenris che svolge il suo lavoro con la nave di Chris Rios (ora capitano della Flotta), La Sirena.
Nel 2401 Sette ha il grado di comandante della Flotta ed è il primo ufficiale della USS Titan A. Un anno dopo viene promossa a capitano e le viene assegnata la USS Enterprise G (ex Titan A), affiancata dalla comandante Raffi Musiker come primo ufficiale.

## Interpreti

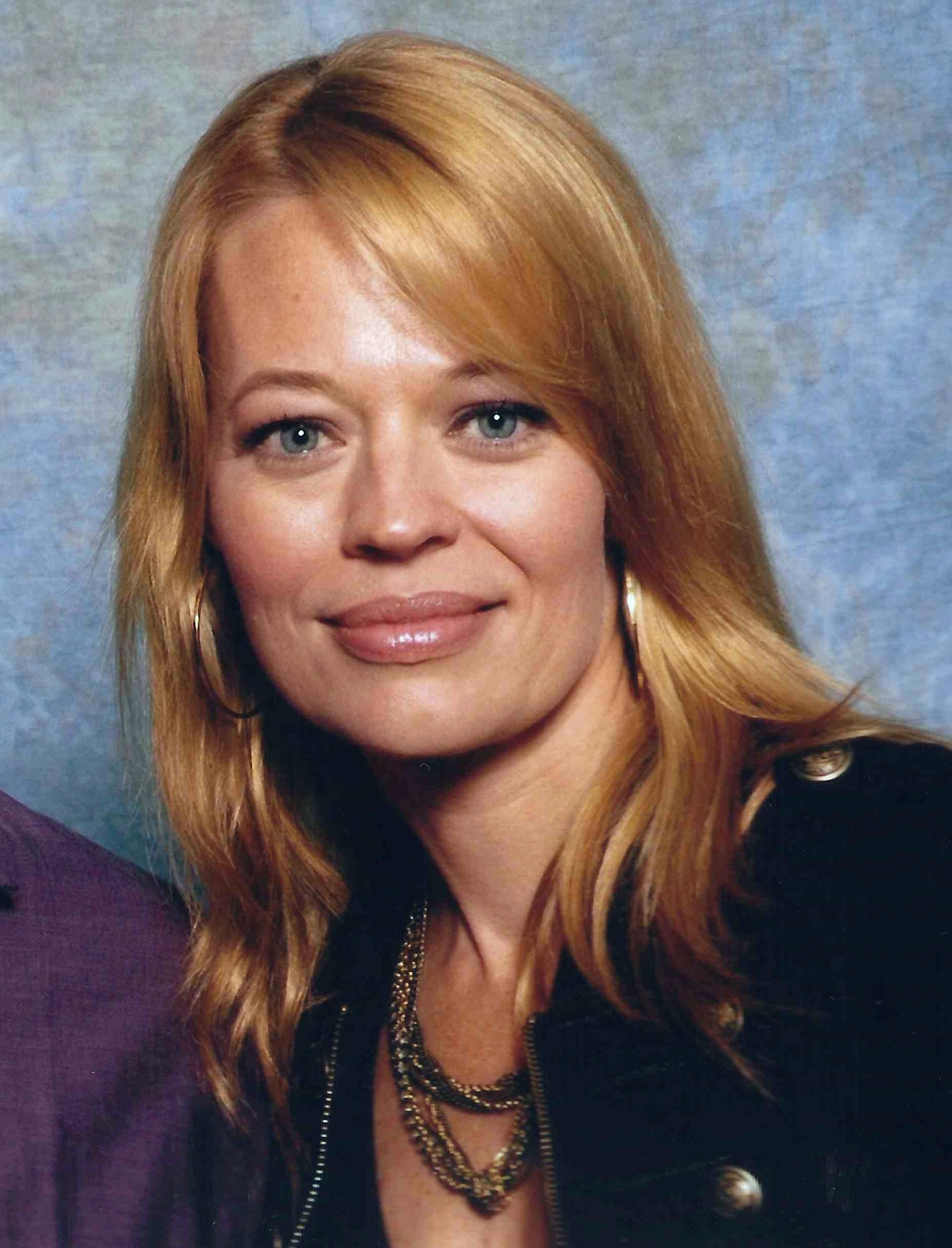
Jeri Ryan, interprete di Sette di Nove

Sette di Nove viene interpretata dall'attrice statunitense Jeri Ryan, che la impersona sia in 101 episodi della serie Voyager, a partire dalla quarta stagione, che in 16 della serie Star Trek: Picard. Jeri Ryan presta inoltre la voce al personaggio nel videogioco del franchise di Star Trek Star Trek Online (2010), che nel videogioco del franchise I Griffin, Family Guy: The Quest for Stuff (2014).
Annika Hansen è stata inoltre interpretata, da bambina, dalle attrici Erica Lynne Bryan, che la impersona negli episodi Il patto dello scorpione (seconda parte) (Scorpion: Part 2, 1997) e La visione (The Raven, 1997), e Katelin Petersen, che la impersona nel doppio episodio Frontiera oscura (Dark Frontier, 1999).
Nell'edizione italiana del franchise Sette di Nove viene doppiata da Monica Gravina, nella serie Voyager, e da Francesca Fiorentini, nella serie Picard.

## Accoglienza
Il personaggio è risultato essere uno dei più riusciti della serie. L'entrata in scena di un personaggio femminile per metà Borg nell'equipaggio della Voyager ha ricevuto molti consensi fra appassionati e non. Di fatto Sette di Nove costituisce un'outsider che, al pari del Dottore, si integra a poco a poco nella "grande famiglia" della Voyager, pur senza condividerne appieno gli ideali e la filosofia.

## Filmografia

### Televisione
- Voyager - serie TV, 101 episodi (1997-2001)
- Star Trek: Picard - serie TV, 19 episodi (2020-2023)

## Giochi

### Videogiochi
- Star Trek Online (2010)
- Family Guy: The Quest for Stuff (2014)

## Pubblicazioni (parziale)

### Romanzi
- (EN) Christie Golden, Seven of Nine, collana Star Trek: Voyager, n. 16, New York, Pocket Books, 1998, ISBN 0671024914.
- (EN) Brannon Braga, Joe Menosky, Jeri Taylor, Rick Berman e Lisa Klink, Becoming Human. The Seven of Nine Saga, collana The Star Trek Scriptbooks, Book Two, New York, Pocket Books, 1999, ISBN 0671034472.